# 埃笠姆鲱目
埃笠姆鲱目（学名：Ellimmichthyiformes）是一类已灭绝的硬骨鱼，属于鲱形总目。它们生存于早白垩世至渐新世（约1.3亿至2800万年前），北美洲、南美洲、欧洲、亚洲和非洲都发现了它们的化石。

## 描述
埃笠姆鲱目与现生沙丁鱼和大西洋鲱非常相似，它们实际上是鲱形目的姐妹群。但和沙丁鱼和大西洋鲱相比，埃笠姆鲱目的身体通常高而扁，有着许多具有特殊形态的背侧和腹侧骨质盾形鳞片，这些鳞片以类似于翅膀的形状横向扩宽，这使得它们的外观几乎是矩形的。埃笠姆鲱目通常很小，大多数物种的体长不超过10厘米，但双棱鲱属等少数类群的体长可达65厘米。
由于存在非常长的腹部鳞片，一些埃笠姆鲱类具有特别高且侧扁的体形，例如菱鲱属和富鲱属。与鲱形目一样，埃笠姆鲱目在每个发育阶段的第一个听觉中枢也具有第二个融合的耳缘，即一个前外阴窝和带有外壳的背鳞。阿尔米百鲱属等较古老和特化程度较低的埃笠姆鲱类与丽黄鲱属（Ornateglum）和弗雷鲱属（Foreyclupea）等特化程度小的白垩纪基底鲱形目非常相似；逐渐地，埃笠姆鲱属、似埃笠姆鲱属、副鲱属、托内特鲱属、突尼斯鲱属、长盾鲱属、三鳠鲱属和肘鲱属等更衍化的埃笠姆鲱类发展出不同的身体形态和鳞片覆盖区域。索宾鲱属是一类基底埃笠姆鲱类，长有非常长的胸鳍和非常高的背鳍。

## 分类

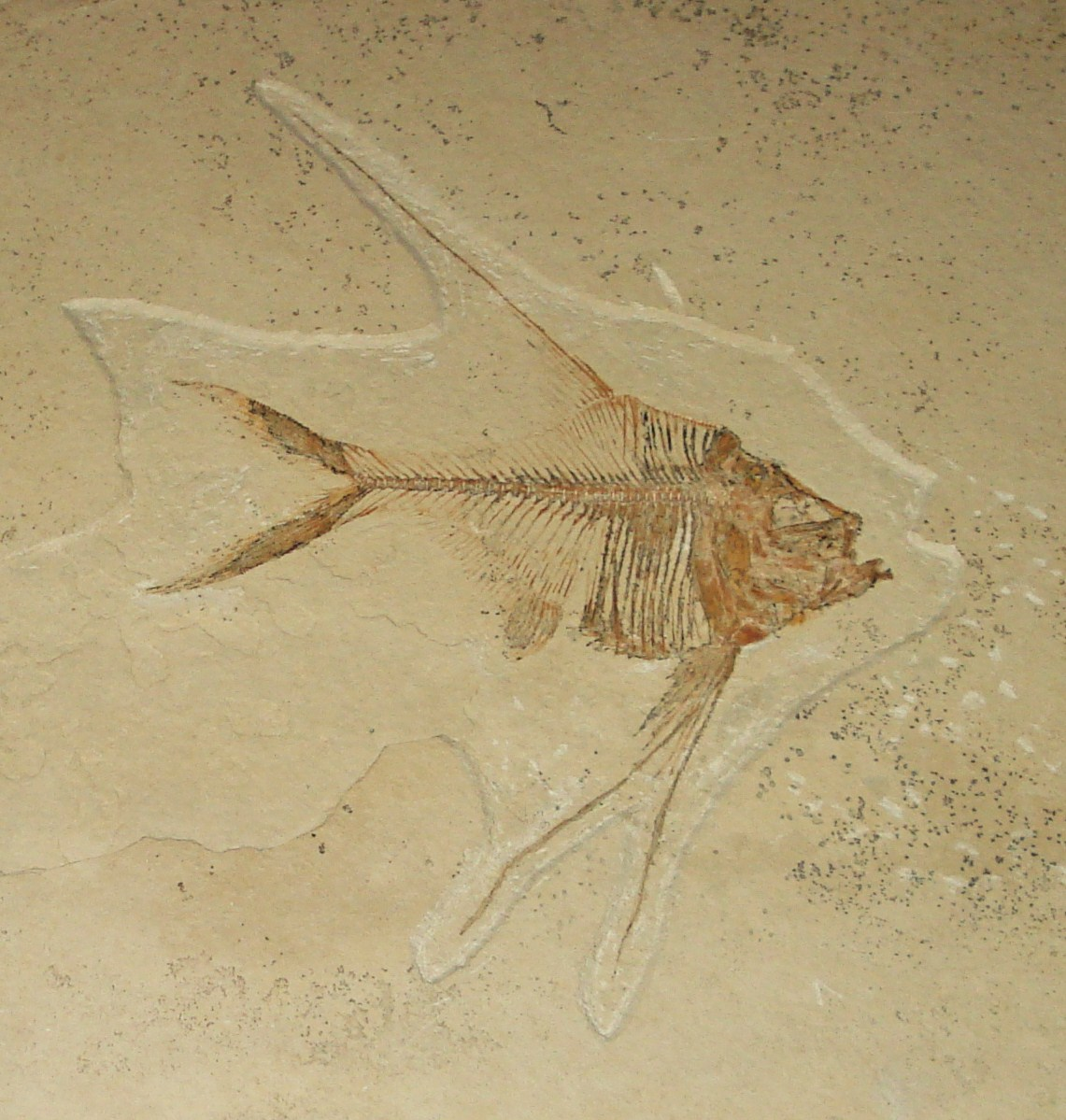
难以捉摸索宾鲱（Sorbinichthys elusivo）的化石

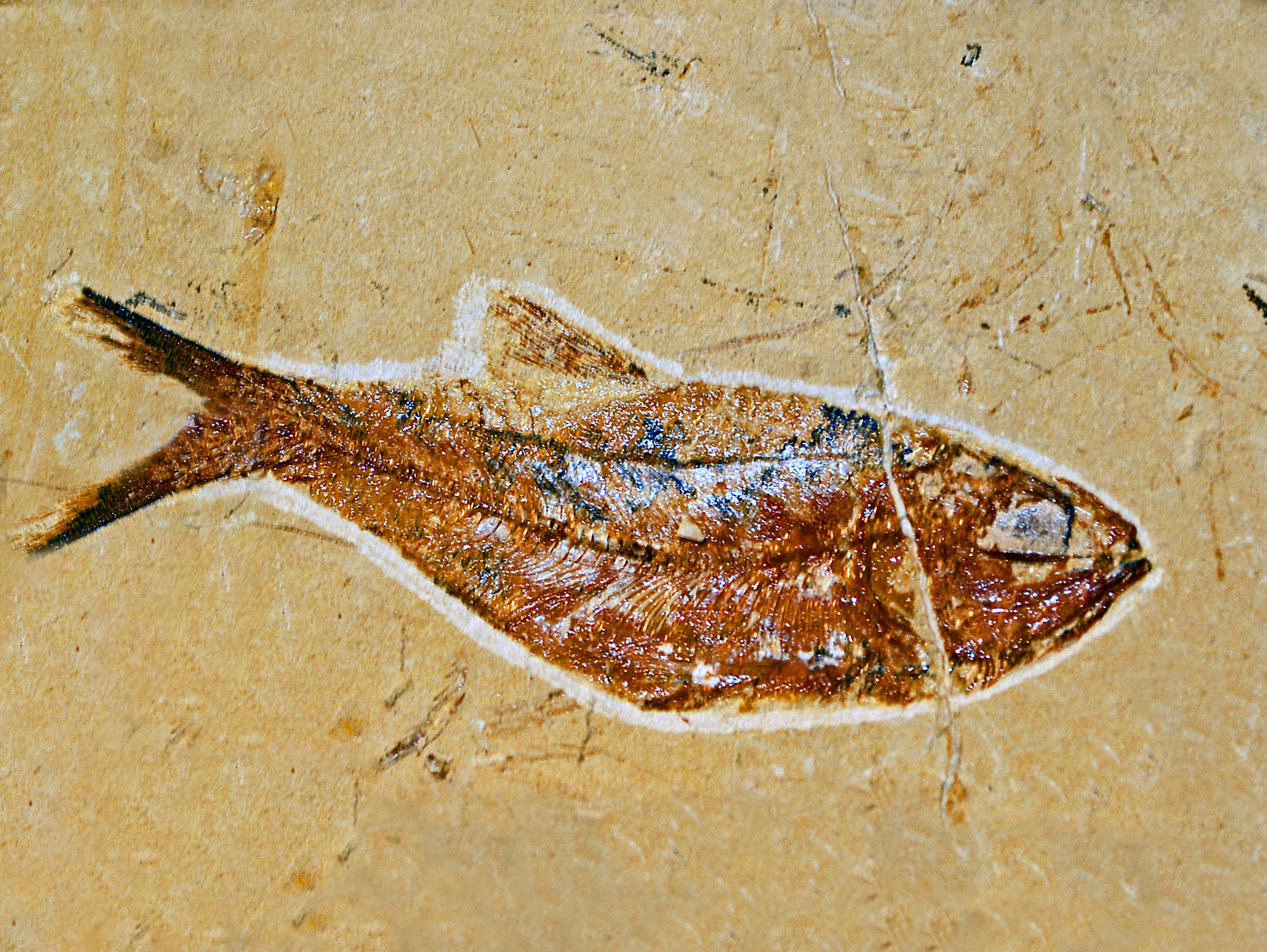
短柄具甲鲱（Armigatus brevissimus）的化石

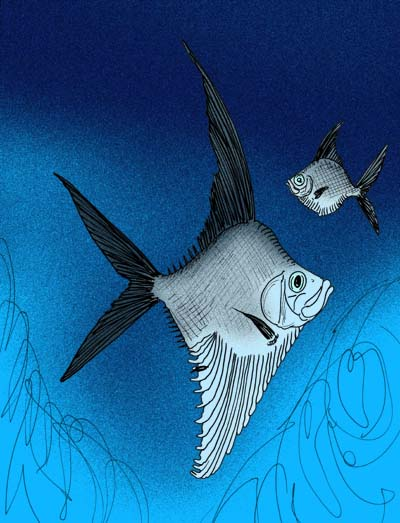
艺术家绘制的至阴菱鲱（Rhombichthys intocabilis）复原图

兰斯·格兰德（Lance Grande）于1982年设立了埃笠姆鲱目，当时该目包含埃笠姆鲱属和双棱鲱属。随后，生存于白垩纪、古新世和始新世的其它许多鲱形总目鱼类也被归入埃笠姆鲱目。长盾棘鲱属、哨败鲱属等是目前已知最古老的埃笠姆鲱类，生存年代可以追溯到早白垩世豪特里维期，但一般认为它们已经是相当衍生的埃笠姆鲱类，因此最早的埃笠姆鲱类能追溯到更早的时代。目前已知生存年代最晚的埃笠姆鲱类是桂鲱属，其化石发现于中国广西壮族自治区崇左市宁明县和南宁市邕宁区的渐新世地层。
埃笠姆鲱目内的系统分类学尚不明确，在最近的研究中，具甲鲱属等以往被认为是基底埃笠姆鲱类的属已被确定为相对较为衍化的属。不管怎么说，索宾鲱科（或索宾鲱属和生存于古新世的腹鲱属）似乎是埃笠姆鲱目中最原始的成员，而在副鲱科内，从双棱鲱属到阿尔米百鲱属可能越来越衍生，该科也包括更衍化的埃笠姆鲱类。始新埃笠姆鲱属是目前已知的最后一类海生埃笠姆鲱类，其化石发现于意大利蒙特波卡化石库始新世地层。
下级分类：
- †具甲鲱属 Armigatus
- †腹鲱属 Gasteroclupea
- †桂鲱属 Guiclupea Chen, Chang, Wu & Liao, 2021
  - †Guiclupea superstes [14]
- †索宾鲱科 Sorbinichthyidae
  - †索宾鲱属 Sorbinichthys Bannikov & Bacchia, 2000
  - †Sorbinichthys elusivo Bannikov & Bacchia, 2000
  - †双棱鲱属 Diplomystus
- †副鲱科 Paraclupeidae
  - †肘鲱属 Codoichthys
  - †似埃笠姆鲱属 Ellimma
  - †埃笠姆鲱属 Ellimmichthys
  - †始新埃笠姆鲱属 Eoellimmichthys
  - †哨败鲱属 Ezkutuberezi
  - †副鲱属 Paraclupea
  - †菱鲱属 Rhombichthys
  - †长盾鲱属 Scutatoclupea
  - †长盾棘鲱属 Scutatuspinosus
  - †托内特鲱属 Thorectichthys
    - †Thorectichthys fideli[15]

  - †三鳠鲱属 Triplomystus
    - †Triplomystus applegatei[16]
    - †Triplomystus noorae Forey et al., 2003
    - †Triplomystus oligoscutatus Forey et al., 2003

  - †突尼斯鲱属 Tunisiaclupea
  - †富鲱属 Tycheroichthys

## 古生态学
埃笠姆鲱目是一类在河流、湖泊以及海洋中都有分布的掠食性鱼类，一些埃笠姆鲱类以微小的无脊椎动物为食，而另一些埃笠姆鲱类动物（如双棱鲱属）则以其他鱼类为食，一些腹部区域内保存有其它鱼类的化石证明了这一点。背侧和腹侧的鳞片能够有效保护埃笠姆鲱类免受大型掠食者的袭击。